# Diadegma hygrobium
Diadegma hygrobium là một loài tò vò trong họ Ichneumonidae.